# Talisia esculenta

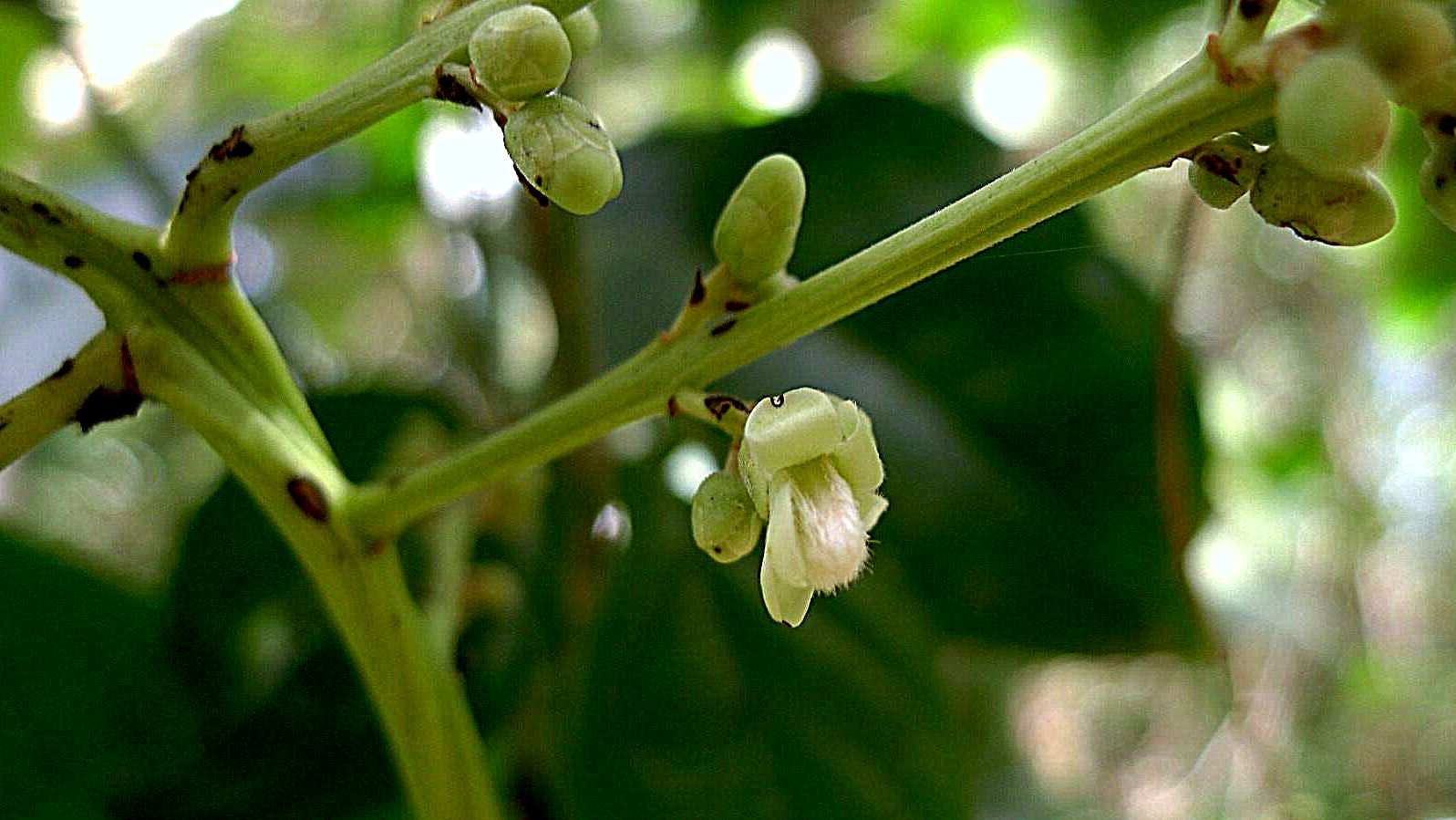
Blüten

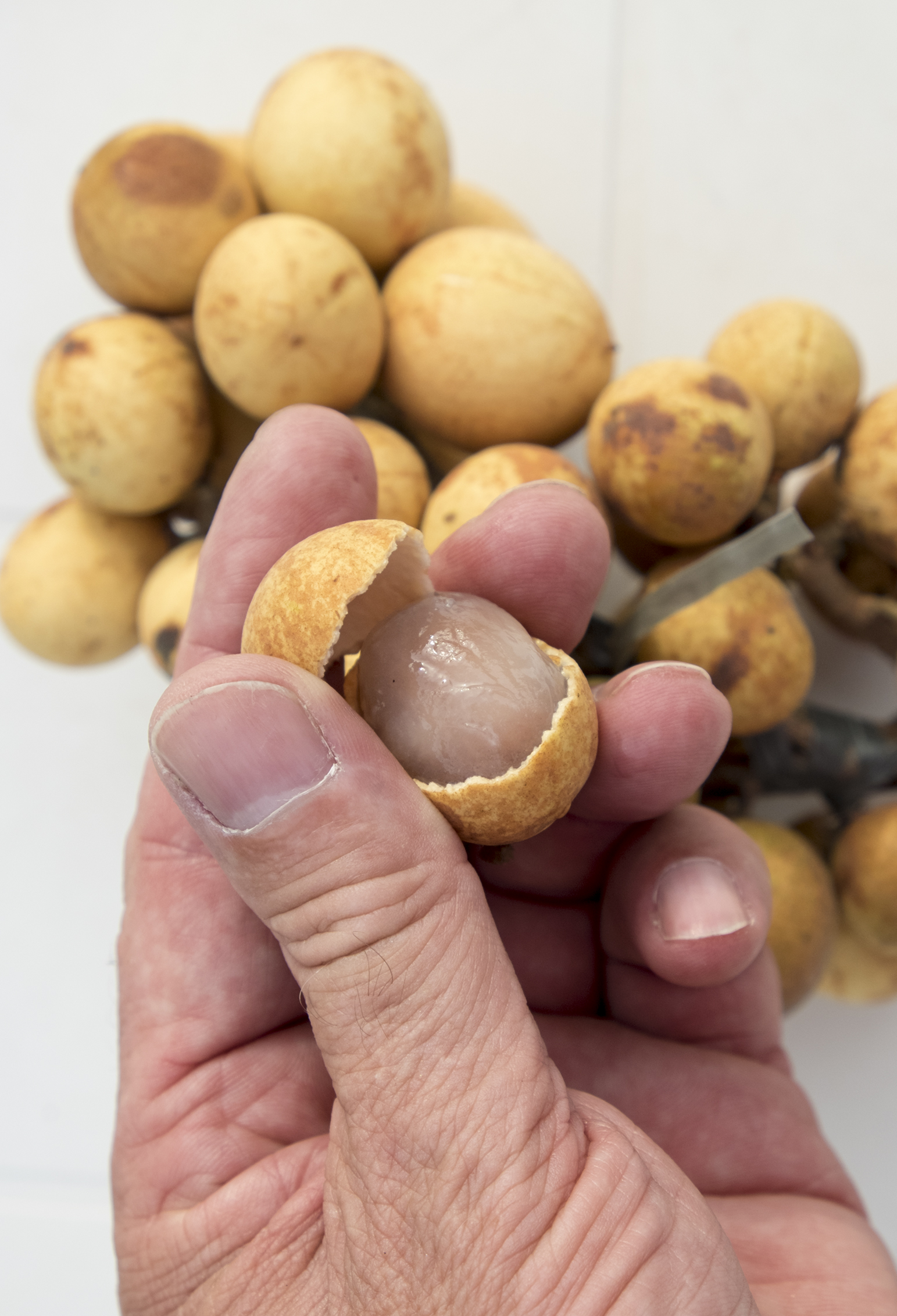
Früchte

Talisia esculenta ist ein Baum in der Familie der Seifenbaumgewächse aus dem mittleren bis nördlichen Brasilien, Paraguay und aus Guyana.

## Beschreibung
Talisia esculenta wächst als meist immergrüner Baum bis zu 10–14 Meter hoch. Der Stammdurchmesser erreicht 30–40 Zentimeter.
Die wechselständigen, kurz gestielten Laubblätter sind paarig (bzw. unpaarig; aber das oberste Blättchen ist stark reduziert) gefiedert mit 4–8 dickledrigen Blättchen. Die eiförmigen, -lanzettlichen bis länglichen oder elliptischen, kurz gestielten Blättchen sind fast kahl und ganzrandig, sie sind 7–13 Zentimeter lang und 3–6 Zentimeter breit. An der Spitze sind sie abgerundet bis bespitzt. Die Nervatur ist gefiedert mit feinen Seitenadern. Die Nebenblätter fehlen.
Talisia esculenta ist duodichogam. Es werden endständige und schlanke, leicht behaarte Rispen, Thyrsen gebildet. Es sind kleine Trag- und Vorblätter vorhanden. Die eingeschlechtlichen und duftenden, weißen bis rosafarbenen, kurz gestielten, kleinen Blüten sind fünfzählig mit doppelter Blütenhülle. Die kleinen, kurz verwachsenen, etwa 3 Millimeter langen Kelchblätter sind behaart. Die 4–5 Millimeter langen Petalen sind außen im unteren Teil und innen behaart, sie besitzen jeweils innen eine petaloide, zweispitzigen und innen behaarte Schuppe. Bei den männlichen Blüten sind 8 Staubblätter mit behaarten Staubfäden vorhanden, bei den weiblichen Staminodien. Bei den weiblichen Blüten ist ein oberständiger und dreikammeriger, behaarter Fruchtknoten mit kurzem Griffel ausgebildet, bei den männlichen ein kleiner Pistillode. Es ist jeweils ein kahler, lappiger Diskus vorhanden.
Es werden rundliche, gelbe bis gelb-bräunliche und etwa bis 3 Zentimeter große, ledrige, kahle Beeren (Panzerbeere) mit kleinen Griffelrest an der Spitze gebildet. Die 1–2 Samen sind von einem fleischigen, leicht durchscheinenden, weißlichen bis rosafarbenen Arillus (Sarkotesta) umhüllt.

## Taxonomie
Die Erstbeschreibung des Basionyms Sapindus esculentus erfolgte 1824 durch Augustin François César Prouvençal de Saint-Hilaire in Pl. Usuel. Bras.: t. 68. Die weiteren Autoren Adrien de Jussieu und Jacques Cambessèdes wurden 1825 in Flora Brasiliae I: 391 veröffentlicht. Die Umteilung in die Gattung Talisia zu Talisia esculenta erfolgte 1878 durch Ludwig Radlkofer in Sitzungsber. Math.-Phys. Cl. Königl. Bayer. Akad. Wiss. München 8: 345. Weitere Synonyme sind  Meleagrinex pernambucana Arruda und Sapindus edulis A.St.-Hil.

## Verwendung
Die essbaren, süß-sauren Früchte sind bekannt als Pitomba, der Baum als Pitombeira. Die Wurzeln werden medizinisch genutzt.